# Liste des édifices labellisés « Architecture contemporaine remarquable » de la Loire-Atlantique
Cet article recense les édifices labellisés « Architecture contemporaine remarquable » de la Loire-Atlantique, en France.

## Liste
| Monument                                                                 | Commune               | Adresse                                                      | Coordonnées                        | Notice     | Date | Illustration                                                             |
| ------------------------------------------------------------------------ | --------------------- | ------------------------------------------------------------ | ---------------------------------- | ---------- | ---- | ------------------------------------------------------------------------ |
| Église Saint-Omer                                                        | Blain                 | Place de l'Église, Saint-Omer-de-Blain                       | 47° 28′ 27″ nord, 1° 51′ 28″ ouest | ACR0001235 | 2014 | Image manquante Téléverser                                               |
| Église Saint-Hermeland                                                   | Bouaye                | Place Saint-Hermeland                                        | 47° 08′ 40″ nord, 1° 41′ 37″ ouest | ACR0001212 | 2014 | Église Saint-Hermeland                                                   |
| Église Saint-Martin                                                      | Donges                | 18 rue Saint-Martin                                          | 47° 19′ 07″ nord, 2° 04′ 24″ ouest | ACR0001213 | 2009 | Église Saint-Martin                                                      |
| Église Notre-Dame-de-Grâce                                               | Guenrouet             |                                                              | 47° 29′ 22″ nord, 1° 55′ 53″ ouest | ACR0001214 | 2014 | Église Notre-Dame-de-Grâce                                               |
| Cité des Hauts-Pavés                                                     | Nantes                | Rue du Limousin Rue de Saintonge Rue du Berry Rue du Poitou  | 47° 13′ 27″ nord, 1° 33′ 59″ ouest | ACR0001217 | 2012 | Cité des Hauts-Pavés                                                     |
| Église Saint-Luc, dite « Maison du peuple chrétien »                     | Nantes                | Boulevard Pierre-de-Coubertin                                | 47° 13′ 42″ nord, 1° 35′ 10″ ouest | ACR0001218 | 2014 | Église Saint-Luc, dite « Maison du peuple chrétien »                     |
| Faculté de droit et des sciences politiques                              | Nantes                | Chemin de la Censive du Tertre                               | 47° 14′ 39″ nord, 1° 33′ 06″ ouest | ACR0001219 | 2014 | Image manquante Téléverser                                               |
| Hôtel La Pérouse                                                         | Nantes                | Place des Petits-Murs Cours des 50-Otages                    | 47° 13′ 01″ nord, 1° 33′ 23″ ouest | ACR0001220 | 2010 | Image manquante Téléverser                                               |
| Centre hospitalier universitaire                                         | Nantes                | 1 place Alexis-Ricordeau                                     | 47° 12′ 33″ nord, 1° 33′ 17″ ouest | ACR0001216 | 2009 | Centre hospitalier universitaire                                         |
| Immeuble Delamarre                                                       | Nantes                | 1 rue Saget                                                  | 47° 13′ 22″ nord, 1° 33′ 14″ ouest | ACR0001221 | 2003 | Image manquante Téléverser                                               |
| Lotissement du Grand-Clos                                                | Nantes                | Route de Saint-Joseph                                        | 47° 14′ 43″ nord, 1° 31′ 50″ ouest | ACR0001222 | 2003 | Image manquante Téléverser                                               |
| Marché de Talensac                                                       | Nantes                | Rue Talensac Rue Basse-Porte Rue Jeanne-d'Arc Rue de Bel-Air | 47° 13′ 16″ nord, 1° 33′ 29″ ouest | ACR0001223 | 2014 | Marché de Talensac                                                       |
| Blockhaus de la pointe Saint-Gildas                                      | Préfailles            |                                                              | 47° 08′ 03″ nord, 2° 14′ 47″ ouest | ACR0001224 | 2009 | Blockhaus de la pointe Saint-Gildas                                      |
| Église Notre-Dame-du-Rosaire                                             | Rezé                  | 36 rue Alsace-Lorraine                                       | 47° 11′ 33″ nord, 1° 32′ 47″ ouest | ACR0001225 | 2009 | Image manquante Téléverser                                               |
| Hôtel de ville                                                           | Rezé                  | Place Jean-Baptiste-Daviais                                  | 47° 11′ 29″ nord, 1° 34′ 10″ ouest | ACR0001226 | 2015 | Image manquante Téléverser                                               |
| Blockhaus du Pointeau                                                    | Saint-Brevin-les-Pins |                                                              | 47° 14′ 09″ nord, 2° 10′ 51″ ouest | ACR0001227 | 2009 | Image manquante Téléverser                                               |
| Villa Chupin                                                             | Saint-Brevin-les-Pins | 9 avenue Guitton-Lainé                                       | 47° 13′ 33″ nord, 2° 10′ 03″ ouest | ACR0001228 | 2003 | Image manquante Téléverser                                               |
| Village-expo                                                             | Saint-Herblain        |                                                              | 47° 12′ 58″ nord, 1° 37′ 04″ ouest | ACR0001573 | 2012 | Image manquante Téléverser                                               |
| Ancienne base de sous-marins                                             | Saint-Nazaire         |                                                              | 47° 16′ 33″ nord, 2° 12′ 09″ ouest | ACR0001234 | 2009 | Ancienne base de sous-marins                                             |
| Aménagement de la place de l'hôtel de ville et ensemble de constructions | Saint-Nazaire         | Place François-Blancho                                       | 47° 16′ 26″ nord, 2° 12′ 50″ ouest | ACR0001233 | 2003 | Aménagement de la place de l'hôtel de ville et ensemble de constructions |
| Château d'eau du moulin du Pé                                            | Saint-Nazaire         | Chemin des Mules                                             | 47° 16′ 46″ nord, 2° 14′ 07″ ouest | ACR0001229 | 2003 | Image manquante Téléverser                                               |
| Église Saint-Gohard                                                      | Saint-Nazaire         | Boulevard de la Renaissance                                  | 47° 17′ 01″ nord, 2° 12′ 46″ ouest | ACR0001231 | 2014 | Église Saint-Gohard                                                      |
| Halles                                                                   | Saint-Nazaire         | Place du Commerce                                            | 47° 16′ 51″ nord, 2° 12′ 53″ ouest | ACR0001232 | 2014 | Image manquante Téléverser                                               |